# Cerkiew Świętych Cyryla i Metodego w Sandomierzu
Cerkiew pod wezwaniem Świętych Cyryla i Metodego – prawosławna cerkiew parafialna w Sandomierzu. Należy do dekanatu Lublin diecezji lubelsko-chełmskiej Polskiego Autokefalicznego Kościoła Prawosławnego.
Świątynia znajduje się w centrum miasta, przy ulicy Puławiaków 6.
Budynek został nabyty wiosną 2013, w związku z powstaniem parafii prawosławnej w Sandomierzu. Wejście do cerkwi zwieńczono kopułką z krzyżem. Obecnie trwa adaptacja wnętrza do potrzeb liturgii prawosławnej (umieszczono m.in. ikonostas sprowadzony z cerkwi w Białej Podlaskiej).
Konsekracja cerkwi miała miejsce 30 czerwca 2013.